# Satovcha Peak
Der Satovcha Peak (englisch; bulgarisch връх Сатовча wrach Satowtscha) ist ein 1400 m hoher und größtenteils vereister Berg in den Havre Mountains im Norden der Alexander-I.-Insel westlich der Antarktischen Halbinsel. Er ragt 14,88 km ostsüdöstlich des Kap Wostok, 5,6 km südsüdöstlich des Boyn Ridge, 13,23 km westlich bis nördlich des Mount Newman und 7,73 km nordwestlich des Igralishte Peak auf. Der Bongrain-Piedmont-Gletscher liegt nordöstlich und der Lennon-Gletscher südwestlich von ihm. Markant sind seine teilweise eisfreien Südhänge. 
Britische Wissenschaftler kartierten ihn 1971. Die bulgarischen Geologen Christo Pimperew und Borislaw Kamenow besuchten das Gebiet um den Berg am 4. Januar 1988 gemeinsam mit Philip Nell und Peter Marquis vom British Antarctic Survey. Die bulgarische Kommission für Antarktische Geographische Namen benannte ihn 2017 nach der Ortschaft Satowtscha im Südwesten Bulgariens.